# Kult 45
Kult 45 è l'ottavo album in studio del gruppo musicale statunitense Otep, pubblicato il 27 luglio 2018 dalla Napalm Records.

## Tracce
1. Hail to the Thief – 0:29
2. Halt Right – 2:39
3. Molotov – 3:18
4. Said the Snake – 3:37
5. Undefeated – 2:44
6. Trigger Warning – 3:43
7. Cross Contamination – 3:07
8. Shelter in Place – 2:38
9. Boss – 2:30
10. To the Gallows – 3:04
11. Sirens Calling – 1:41
12. Invisible People – 2:43
13. Be Brave – 2:50
14. Wake Up – 4:37 – cover dei Rage Against the Machine

Tracce bonus
1. Feral Oracle – 1:57
2. The Tribe Speaks – 31:58

## Formazione
- Otep Shamaya - voce
- Aristotle - chitarra
- Drewski Barnes - basso
- Justin Kier - batteria